# Trem das Onze
"Trem das Onze" é o samba-canção mais famoso do compositor paulista Adoniran Barbosa, popularizada pelo grupo Demônios da Garoa, gravada em 1964. 
No ano seguinte, a música foi premiada no carnaval de 1965 do Rio de Janeiro, sendo vencedora do Prêmio de Músicas Carnavalescas do IV Centenário do Rio de Janeiro.
A canção foi classificada na décima quinta posição entre "as 100 maiores músicas brasileiras de todos os tempos", pela revista Rolling Stone Brasil. No ano 2000, a Rede Globo lançou uma enquete para eleger os maiores sucessos da música popular brasileira de todos os tempos, e o samba foi classificado entre os 10 primeiros colocados.

## Análise

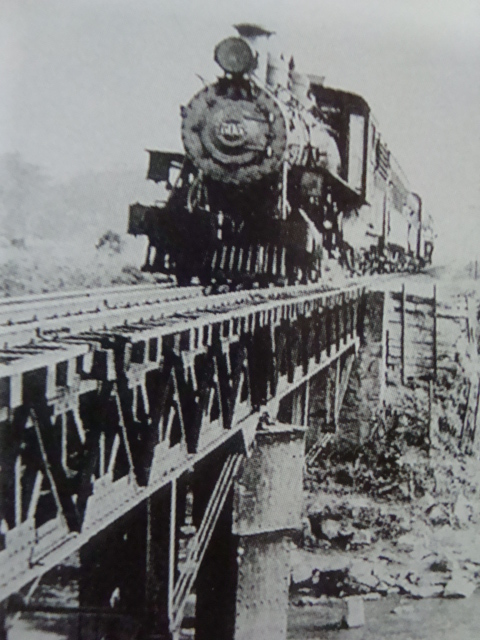
Locomotiva a vapor da Estrada de Ferro Cantareira (c.1949)

Em sua letra, faz referências ao extinto Tramway da Cantareira (que originou o título da canção), ou "Estrada de Ferro da Cantareira", e ao bairro do Jaçanã, situado na zona norte da cidade de São Paulo, onde o compositor trabalhava nos estúdios da Cinematográfica Maristela, atuando em seus filmes. A linha operou de 1894 até 1965. Na ramificação que saía do Mercado Municipal, no centro, o ramal foi considerado o maior em extensão, com cerca de 20,7 km de trilhos, cortando os bairros do Jaçanã, Parada Inglesa, Tucuruvi, Vila Galvão, até adentrar o município de Guarulhos. 
Embora morasse no município de Santo André na época, o compositor preferiu escrever Jaçanã, pois rimava melhor com a palavra "manhã".
Em 1974, Adoniran gravou seu primeiro LP com "Trem das Onze" no repertório, consagrando em definitivo a canção com sua voz e sotaque “ítalo-paulista”.

## Outras gravações desta música
- Demônios da Garoa (1964)
- Gal Costa (1973)
- Adoniran Barbosa (1974)
- Beth Carvalho - 1993[6]
- Demônios da Garoa, Ivete Sangalo - 1996[7]
- Caetano Veloso, Maria Gadú (2010)
- Zeca Pagodinho - (2013)

## Trilha Sonora
- 2013 - Dona Xepa